# Løve
Pour les articles homonymes, voir Love.
Albums de Julien Doré
Bichon
(2011) Piano Sølo
(2014)
Albums studio de Julien Doré
Bichon
(2011) &
(2016)
Singles
1. Paris-Seychelles
Sortie : 12 juillet 2013
2. On attendra l'hiver
Sortie : 27 mars 2014
3. Chou Wasabi
Sortie : 22 août 2014

Løve est le troisième album de Julien Doré, paru le 28 octobre 2013. 
L'album comporte 12 titres. Il est réalisé par Antoine Gaillet avec la collaboration de Darko, Baptiste Homo, Clément Agapitos, Julien Noel. Il comporte deux duos : l'un avec Brigitte et l'autre avec Micky Green.
Løve en danois, ainsi qu'en norvégien, veut aussi dire Lion d'où la photo de l'album. L'artiste affirme dans les médias que le titre de l'album se prononce "louve" alors qu'en réalité il se prononce "leuvé".
Les singles sont Paris-Seychelles, On attendra l'hiver et Chou Wasabi.
L'album se vend à près de 400 000 exemplaires.

## Liste des titres

### Édition originale
| No  | Titre                                 | Auteur                                          | Durée |
| --- | ------------------------------------- | ----------------------------------------------- | ----- |
| 1.  | Viborg                                | Omoh                                            | 3:58  |
| 2.  | Paris-Seychelles                      | Darko                                           | 3:18  |
| 3.  | Habemus papaye (en duo avec Brigitte) | Julien Doré                                     | 3:10  |
| 4.  | Hôtel Thérèse                         | Julien Doré, Darko                              | 3:12  |
| 5.  | Heaven                                | Julien Doré                                     | 3:19  |
| 6.  | Chou Wasabi (en duo avec Micky Green) | Julien Doré, Micky Green, Julien Noël           | 3:39  |
| 7.  | Platini                               | Julien Doré                                     | 3:43  |
| 8.  | London nous aime                      | Julien Doré, Arman Méliès, Darko, Omoh          | 3:06  |
| 9.  | Mon apache                            | Arman Méliès                                    | 3:23  |
| 10. | On attendra l'hiver                   | Julien Doré, Darko                              | 3:33  |
| 11. | Corbeau blanc                         | Omoh                                            | 4:54  |
| 12. | Balto                                 | Julien Doré, Omoh                               | 3:28  |
| 13. | Porc grillé                           | Julien Doré, Omoh                               | 3:21  |
| 14. | Memories                              | Louis Aguilar, Brendon Oregan, Nicolas Degrande | 4:10  |

### Édition collector de 2014
Cette édition comprend deux disques. Le premier reprend l'album original et y ajoute trois remixes de Paris-Seychelles, respectivement par Griefjoy, Leomeo et Guillaume Ferran.
Le deuxième disque contient des reprises en piano-voix :
1. Mon apache 4:31
2. Chou Wasabi 3:45
3. On attendra l'hiver 4:30
4. Habemus Papaye 4:51
5. Paris-Seychelles 3:45
6. Balto 2:46
7. Mal comme (reprise d'Christophe) 3:50
8. Week-end à Rome (reprise d'Étienne Daho) 2:47